# Gondéric de Tolède
Gondéric ou Gundéric (en latin Gundericus, en espagnol Gunderico) est un prélat de l'Espagne wisigothique qui fut au début du VIIIe siècle, archevêque de Tolède, capitale du royaume wisigoth.
Successeur en l'an 700 de Félix de Séville (dit Félix de Tolède), Gondéric présida, sous le règne du roi Wittiza (702-710), le XVIIIe Concile de Tolède. Homme vertueux, il s'efforça d'opposer une digue à la corruption qui avait envahi le clergé et de réfréner mais en vain Wittiza, roi despote, cruel, immoral et irréligieux.
Il meurt au plus tard en 710.
Selon la Chronique mozarabe de 754, c'était un homme bon et pieux qui réalisait des miracles.
Sindrède lui succèda.